# 주세걸

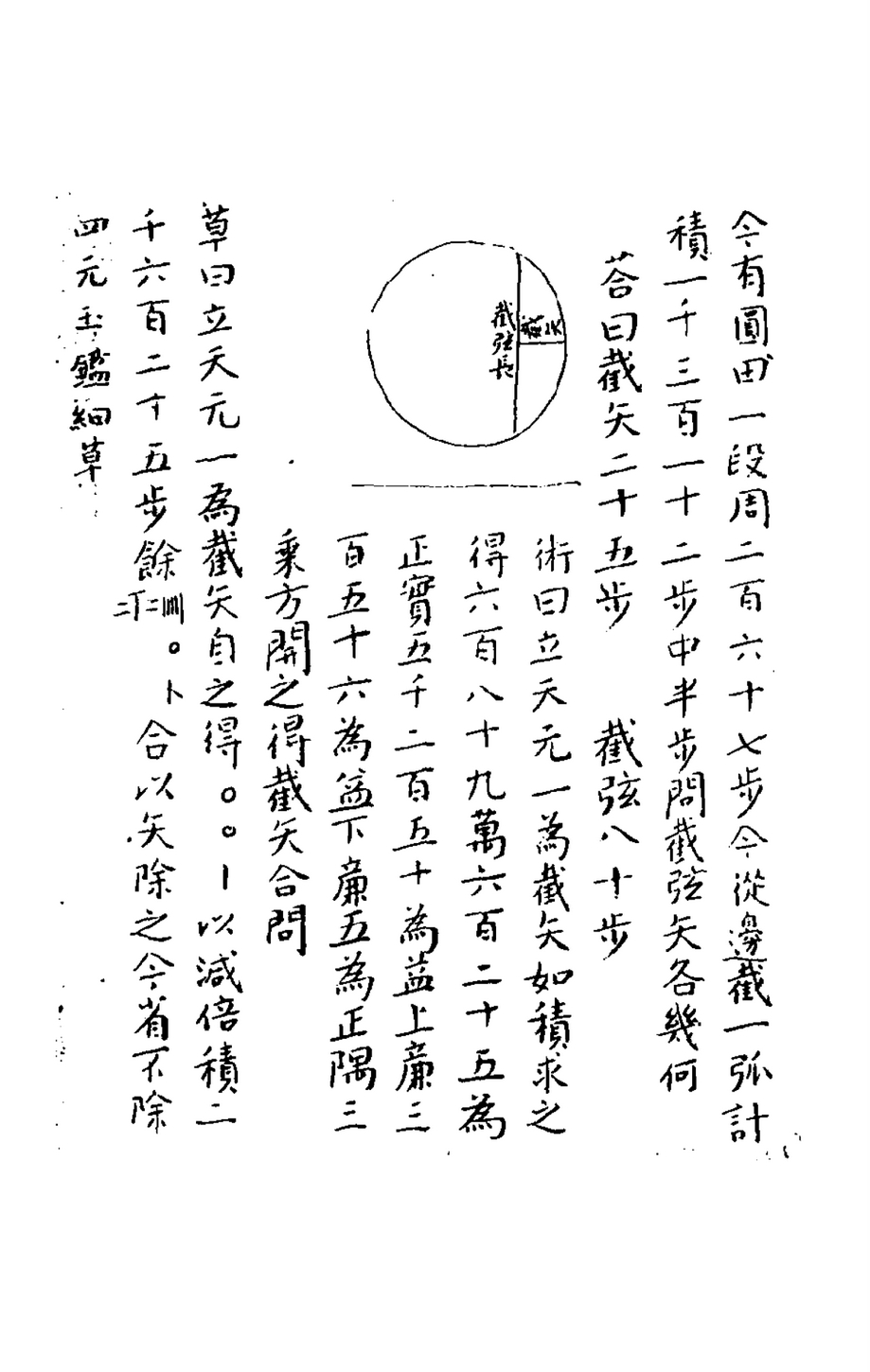

주세걸(중국어 간체자: 朱世杰, 정체자: 朱世傑, 병음: Zhū Shìjié 주시제[*], 자 한경(중국어 간체자: 汉卿, 정체자: 漢卿, 병음: Hanqing 한칭[*]), 호 송정(중국어: 松庭, 병음: Songting 송팅[*]), 1249~1314)은 중국 원나라의 수학자이다. 4원술을 만들어 중국에서 제일가는 수학자로 불린다. 곳곳을 돌아다니며 수학자로서 이름을 떨치고 많은 제자를 길러냈다. 저서로 천원술(1원 방정식을 푸는 법)을 소개한 〈산학계몽〉과 천원·지원·인원·물원의 네 개를 미지수로 하는 4원 연립 방정식의 해법인 4원술을 나타내는 〈사원옥감〉이 있다.

## 중국의 수학
중국 수학의 문제는 실용적인 면이 부족하다고 여겨져 왔지만 중국문명은 놀랄 정도로 많은 기술혁명을 가져왔다. 인쇄와 화약의 사용이나 종이와 나침반의 사용은 다른 어떤 나라보다 빨랐고, 또 그것들은 송나라 후기의 13세기 중국 수학의 전성기보다도 빨랐다. 당시에 수학자들은 중국 각지에서 연구를 발전시켰으나, 그들 사이의 상호 교류는 거의 없었으며 그리스 수학의 경우와 마찬가지로 당시 이용되었던 수학책 가운데 오늘날 우리에게 전해지는 저서는 거의 없는 실정이다.

## 생애와 업적
주세걸은 중국 송나라의 수학자이다. 그가 어린 시절에 남송이 멸망하였기 때문에 그는 원나라 초기에 활동하였다. 그는 오늘날의 베이징에 가까운 옌샨에서 태어났다.
그는 <산학계몽>, <사원옥감> 등 두 개의 저서를 남겼지만 수학을 가르치는 일로 생계를 유지하는 방랑 수학자로서 20년 남짓을 보냈다. 곳곳을 돌아다니며 수학자로서 연구활동을 하고 많은 제자를 길러냈다.

## 산학계몽
주세걸이의 두 저서 가운데 처음 저서는 1299년에 쓴 <산학계몽>으로, 비교적 초등적인 수학책이었다. <산학계몽>은 당시의 최첨단을 걷는 교과서로 일원방정식의 해법인 천원술이 소개되어 있으며 급수구화법에 대한 계산에도 많이 싣고 있다.
이 수학책은 한국과 일본에 큰 영향을 주었다. 〈산학계몽〉에서는 천원술을 소개하였는데 천원술은 미지수가 하나일 방정식을 푸는 법이다.
조선 초기의 과학관련 서적은 전해지는 것이 많지 않다. 〈신편산학계몽〉은 원나라에서 수입한 산학서로서, 전문기술직의 고시과목으로 수학교육의 교과서적인 서적이다. 이 책은 15세기 전반 안평대군의 글씨로 주조한 경오자(庚午字)로 인출한 것으로 책이 훼손되지 않고 완전한 상태인 점에서 매우 귀중한 서적이다. 내용 중에는 세종조의 경자자와 갑인자의 주자사실을 기록한 <주자발문>이 있어 조선 초기 활자 인쇄술을 살펴볼 수 있는 중요한 자료가 된다.

## 사원옥감
1303년에 주세걸이 쓴  <사원옥감>은 <산학계몽>을 발전시킨 저서이다. 이 수학책은 18세기에 중국에서 모습을 감추었으나, 19세기에 다시 발견되었다. 사원옥감의 뜻은 네 요소에 대한 귀중한 거울이라는 의미이다. 네 요소란 천(하늘), 지(땅), 인(사람), 물(사물)을 가리키는데, 하나의 방정식에서 각각 네 미지수를 나타낸다.
〈사원옥감〉은 중국 대수의 발전에서 절정을 이루는 책이다. 왜냐하면 이 책이 연립방정식과 14차라는 고차방정식을 다루기 때문이다. 즉, 천원, 지원, 인원, 물원의 네 개를 미지수로 하는 4원 연립방정식의 해법인 4원술을 소개하였다. 주세걸은 여기서 ‘방법’이라는 치환법을 서술하고 있다. 중국에서는 그 원리가 훨씬 이전에 등장했으나, 일반적으로는 500년 뒤에 살았던 호너(1786-1837, 영국 브리스톨 출신의 수학자)의 방법으로 불린다.
예를 들면, 방정식 x2+252x-5292=0의 풀이법에서 주세걸은 먼저 처음에 근의 근삿값으로서 x=19(근은 와 사이에 있다)를 취하고, 다음에 그의 ‘방법’, 곧 이 경우에는 y=x-19라는 치환을 이용하여 방정식 y2+290y-143=0의 근을 (근삿값으로) y=143/1+290으로 하고, 이에 대응하는 x의 값을 19`143/291으로 했다. 또, 방정식 x3-574=0에 대해서 y=x-8을 이용하여 y3+24y2-192y-62=0을 얻고, 근을 구했다. 게다가 몇 개의 보기에서 주세걸은 소수의 근삿값도 구하였다.

## 참고 문헌
1. 천재 학습 백과 - 주세걸
2. https://www.sciencetimes.co.kr/news/%EC%9A%B0%EB%A6%AC-%EC%88%98%ED%95%99%EC%9D%84-%EC%9D%B4%EB%81%88-%EC%B2%9C%EB%AC%B8%ED%95%99/-기획/칼럼